# Virtus Rieti 1998-1999

## 1998/1999

### Risultati ottenuti
- Serie B d'Eccellenza: Stagione regolare: 1º posto. Playoff: quarti di finale.
- Coppa di Lega: trentaduesimi di finale.

### Roster
|  | Italia (bandiera) | Valerio Spinelli   |
|  | Italia (bandiera) | Giuseppe Cortese   |
|  | Italia (bandiera) | Lorenzo Tedeschi   |
|  | Italia (bandiera) | Gabriele Putignani |
|  | Italia (bandiera) | Giuseppe Frascolla |
|  | Italia (bandiera) | Ottavio Bonazzi    |
|  | Italia (bandiera) | Giovanni De Rosa   |
|  | Italia (bandiera) | Vincenzo Martina   |
|  | Italia (bandiera) | Davide Profeti     |
|  | Italia (bandiera) | Lorenzo Alberti    |